# Tröstauer Forst-Ost

Lage des Tröstauer Forst-Ost

Der Tröstauer Forst-Ost ist ein 9,71 km² großes gemeindefreies Gebiet südöstlich von Tröstau im oberfränkischen Landkreis Wunsiedel im Fichtelgebirge. 

## Schutzgebiete

### Geotope

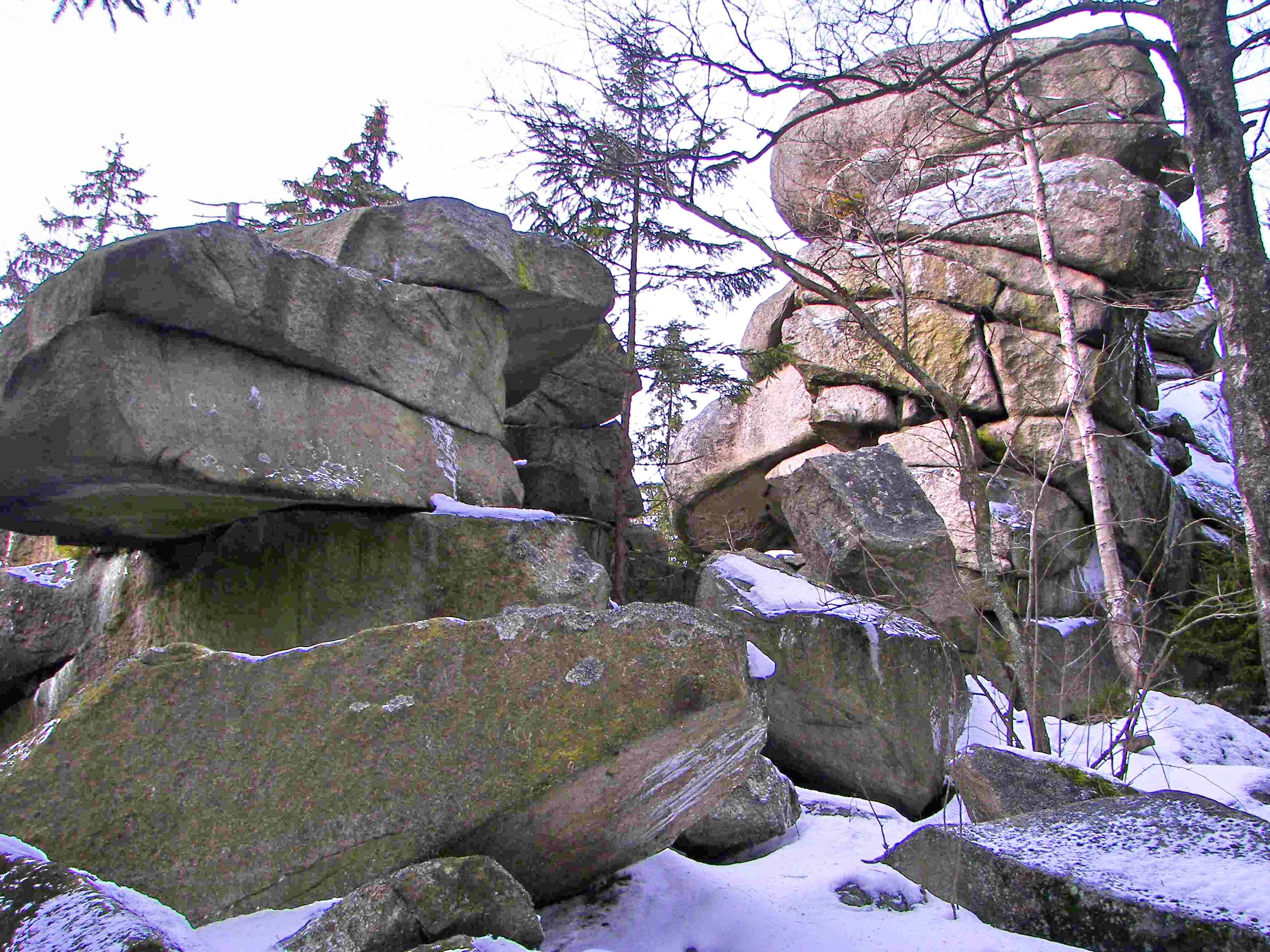
Großer Haberstein

- Kösseine-Gipfel von Tröstau (Geotop-Nummer 479R016)
- Ehemaliger Granitbruch Schauerberg (Geotop-Nummer 479A016)
- Blockstrom Mühlsteine von Kleinwendern (Geotop-Nummer 479R019)
- Felsburg Püttnersfels von Kleinwendern (Geotop-Nummer 479R018)
- Großer Haberstein-Felsen (Kösseine-Massiv) (Geotop-Nummer 479R012)
- Kleiner Haberstein-Felsen (Kösseine-Massiv) (Geotop-Nummer 479R013)
- Kleine Kösseine (Geotop-Nummer 479R017)